# Braulio
Braulio Antonio García Bautista (Santa María de Guía de Gran Canaria, 22 juli 1946) is een Spaans zanger.

## Biografie
Braulio startte zijn muzikale carrière in 1971 met diens eerste single, Mi amigo el pastor. Vijf jaar later mocht hij zijn land vertegenwoordigen op het Eurovisiesongfestival 1976. Met Sobran las palabras eindigde hij op de zestiende plek. In 1979 won hij namens Spanje het Internationaal songfestival van Viña del Mar met A tu regreso a casa. In 1982 nam hij deel aan het World Popular Song Festival.
Doorheen de jaren groeide Braulio uit tot een populaire artiest in Latijns-Amerika. Hij treedt nog steeds op.